# Disque optique

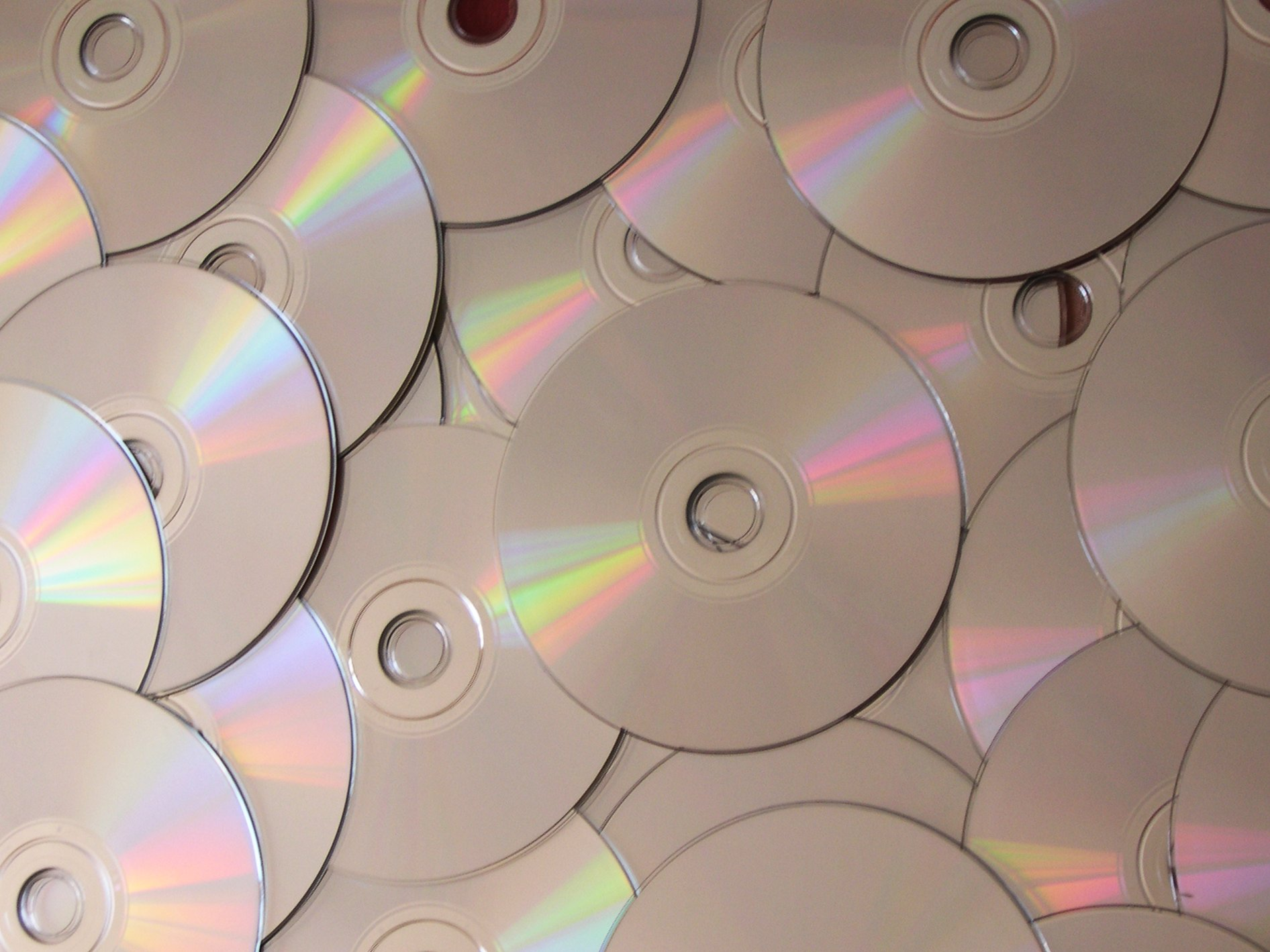
CD en vrac.

Dans les domaines de l'informatique, de l'audio et de la vidéo, un disque optique, aussi appelé disque optique numérique ou DON,, est un disque plat servant de support de stockage amovible. Un disque optique est habituellement constitué de polycarbonate.
En informatique, les disques optiques sont utilisés comme mémoires de masse. La norme ISO 9660 définit le système de fichiers utilisé sur les CD-ROM et DVD-ROM.
Les CD, les DVD et les Blu-ray sont les disques optiques les plus connus.

## Licences
- Le CD-ROM est sous licence Sony et Philips. Il peut contenir entre 500 et 800 Mo.
- Le DVD est sans licence, géré par le DVD Forum qui est une organisation qui définit les spécificités du support optique DVD. Il peut contenir entre 4,7 et 8 Go.
- Le DVD+RW est sous licence Philips, Sony et HP.
- Le Blu-ray est sous licence Sony. Il peut contenir de 25 à 50 Go de donnés.
- Le Blu-ray UHD est sous licence Sony[réf. nécessaire]. Il peut contenir jusqu'à 100 Go.